# Lista drumurilor județene din județul Argeș
Aceasta este o listă ce cuprinde toate drumurile județene aflate pe raza județului Argeș, așa cum au fost clasificate de Ministerul Transporturilor.
| Județul Argeș                                                   | Județul Argeș | Județul Argeș                                                   | Județul Argeș                                                   | Județul Argeș                                                   | Județul Argeș                                                                                   |
| Drum Județean                                                   | Traseu | Origine                                                         | Destinație                                                      | Lungimea (km)                                                   | Reclasat din:                                                                                   |
| --------------------------------------------------------------- | --- | --------------------------------------------------------------- | --------------------------------------------------------------- | --------------------------------------------------------------- | ----------------------------------------------------------------------------------------------- |
| DJ 503                                                          | Limita Jud. Giurgiu - Slobozia - Rociu - Oarja - Cătanele | Km 98+000 (Limita Jud. Giurgiu)                                 | Km 140+034 (Cătanele)                                           | 42,034                                                          |                                                                                                 |
| DJ 504                                                          | Limita Jud. Teleorman - Popești - Izvoru - Recea - Cornățel - Vulpești (DN65A) | Km 110+700 (Limita Jud. Teleorman)                              | Km 136+695 (Vulpești - DN65A)                                   | 25,995                                                          |                                                                                                 |
| DJ 508                                                          | Căteasca (DJ 702G) - Furduiești - Teiu - Buta (DJ 659) | Km 0+000 (Căteasca - DJ 702G)                                   | Km 17+217 (Buta - DJ 659)                                       | 17,217                                                          | DC 92 (Căteasca - Teiu l= 10.200 km) + DJ 702A (Ciupa - Teiu l= 4.350 km) + DC 107              |
| DJ 659                                                          | Pitești - Bradu - Suseni - Gliganu de Sus - Bârlogu - Negrași - Mozăceni - Limita Jud. Dâmbovița | Km 0+000 (Pitești)                                              | Km 58+320 (Limita Jud. Dâmbovița)                               | 58,320                                                          |                                                                                                 |
| DJ 659A                                                         | Bradu (DJ 659) - Costești | Km 0+000 (Bradu - DJ 659)                                       | Km 10+400 (Costești)                                            | 10,400                                                          | DC 120                                                                                          |
| DJ 678A                                                         | Limita Jud. Vâlcea - Poienari - Ciofringeni - Tigveni - Bârsești - Cepari (DJ 703H) | Km 25+290 (Limita Jud. Vâlcea)                                  | Km 50+933 (Cepari - DJ 703H)                                    | 23,789                                                          |                                                                                                 |
| DJ 678B                                                         | Limita Jud. Vâlcea - Cuca (DJ 703) | Km 26+950 (Limita Jud. Vâlcea)                                  | Km 27+862 (Cuca - DJ 703)                                       | 0,912                                                           |                                                                                                 |
| DJ 678E                                                         | Teodorești (DJ 703) - Cotu - Limita Jud. Vâlcea | Km 0+000 (Teodorești - DJ 703)                                  | Km 3+000 (Limita Jud. Vâlcea)                                   | 3,000                                                           | DC 200                                                                                          |
| DJ 678G                                                         | Răduțești (DJ 703) - Ciomăgești - Limita Jud. Olt | Km 0+000 (Răduțești - DJ 703)                                   | Km 8+400 (Limita Jud. Olt)                                      | 8,400                                                           | DC 192                                                                                          |
| DJ 679                                                          | Păduroiu (DN 67B) - Lipia - Popești - Lunca Corbului - Pădureți - Ciești - Fâlfani - Cotmeana - Malu - Bârla - Limita Jud. Olt                                                                       | Km 0+000 (Păduroiu - DN 67B)                                    | Km 48+220 (Limita Jud. Olt)                                     | 47,670                                                          |                                                                                                 |
| DJ 679A                                                         | Bârla (DJ 679) - Căldăraru - Bucov - Palanga - Popești (DJ 504) | Km 0+000 (Bârla - DJ 679)                                       | Km 27+725 (Popești - DJ 504)                                    | 27,725                                                          | 679A (Bârla - Căldăraru l= 14.750 km) + DC 127                                                  |
| DJ 679C                                                         | Căldăraru (DN 65A) - Izvoru - Mozăceni (DJ 659) | Km 0+000 (Căldăraru - DN 65A)                                   | Km 23+215 (Mozăceni - DJ 659)                                   | 22,960                                                          | 679A (Căldăraru - Mozăceni l= 22.998 km)                                                        |
| DJ 679D                                                         | Malu (DJ 679) - Colțu - Ungheni - Recea - Negrași - Mozacu | Km 0+000 (Malu - DJ 679)                                        | Km 41+900 (Mozacu)                                              | 41,900                                                          | DC 124 + DC 102                                                                                 |
| DJ 679E                                                         | Bucov (DJ 679A) - Râca - Limita Jud. Teleorman | Km 0+000 (Bucov - DJ 679A)                                      | Km 7+144 (Limita Jud. Teleorman)                                | 7,144                                                           | DC 127A                                                                                         |
| DJ 679F                                                         | Mozăceni (DJ 679) - Bădești Băi | Km 0+000 (Mozăceni - DJ 679)                                    | Km 6+500 (Bădești Băi)                                          | 6,500                                                           | DC 134                                                                                          |
| DJ 702                                                          | Topoloveni - Dobrești - Boțești - Limita Jud. Dâmbovița | Km 0+000 (Topoloveni)                                           | Km 28+000 (Limita Jud. Dâmbovița)                               | 28,000                                                          |                                                                                                 |
| DJ 702A                                                         | Limita Jud. Dâmbovița - Ciupa - Nejlovelu - Teiu (DJ 507) | Km 33+030 (Limita Jud. Dâmbovița)                               | Km 42+528 (Teiu - DJ 507)                                       | 9,498                                                           | DJ 702A (Limita Jud. Dâmbovița - Ciupa l= 9,498 km)                                             |
| DJ 702C                                                         | Leordeni (DN7) - Bogați - Suseni - Limita Jud. Dâmbovița | Km 0+000 (Leordeni - DN7)                                       | Km 17+380 (Limita Jud. Dâmbovița)                               | 17,380                                                          | DC 96A                                                                                          |
| DJ 702F                                                         | Limita Jud. Dâmbovița - Slobozia (DJ 659) | Km 14+000 (Limita Jud. Dâmbovița)                               | Km 21+920 (Slobozia - DJ 659)                                   | 7,310                                                           |                                                                                                 |
| DJ 702G                                                         | Recea (Autostradă ) - Cătanele - Coșeri - Căteasca - Rătești - Limita Jud. Dâmbovița | Km 0+000 (Recea)                                                | Km 21+053 (Limita Jud. Dâmbovița)                               | 20,870                                                          |                                                                                                 |
| DJ 702H                                                         | Limita Jud. Dâmbovița - Leșile (DC 100) | Km 10+000 (Limita Jud. Dâmbovița)                               | Km 12+700 (Leșile - DC 100)                                     | 2,700                                                           | DC 90A                                                                                          |
| DJ 702J                                                         | Limita Jud. Dâmbovița - Neașlovelu (DJ 732A) | Km 2+700 (Limita Jud. Dâmbovița)                                | Km 6+000 (Neașlovelu - DJ 732A)                                 | 3,300                                                           | DC 91                                                                                           |
| DJ 703                                                          | Morărești (DN7) - Cuca - Crivățu - Launele de Sus - Limita Jud. Olt | Km 0+000 (Morărești - DN7)                                      | Km 22+845 (Limita Jud. Olt)                                     | 22,845                                                          |                                                                                                 |
| DJ 703A                                                         | Cotmeana (DN7) - Cocu - Răchițelele de Sus - Răchițelele de Jos - Dealu Orașului - Poiana Lacului - Cerbu (DN65)                                                                                     | Km 0+000 (Cotmeana - DN7)                                       | Km 37+682 (Cerbu - DN65)                                        | 37,682                                                          |                                                                                                 |
| DJ 703B                                                         | Morărești - Greabăn - Cotu - Lungulești - Săliștea - Vedea - Limita Jud. Olt (Km 34+810) - Limita Jud. Olt (Km 41+275) - Minghia - Pădureți - Costești - Șerbănești - Siliștea - Căteasca - Leordeni | Km 0+000 (Morărești)                                            | Km 88+752 (Leordeni)                                            | 79,082                                                          |                                                                                                 |
| DJ 703E                                                         | Pitești (DN67B) - Lupueni - Popești - Lungulești - Cocu (DJ 703B) | Km 0+000 (Pitești - DN67B)                                      | Km 27+500 (Cocu - DJ 703B)                                      | 27,255                                                          |                                                                                                 |
| DJ 703F                                                         | Limita Jud. Vâlcea - Zamfirești - Cepari | Km 20+600 (Limita Jud. Vâlcea)                                  | Km 25+385 (Cepari)                                              | 4,785                                                           |                                                                                                 |
| DJ 703G                                                         | Limita Jud. Vâlcea - Ianculești - Suici (DJ 703H) | Km 14+000 (Limita Jud. Vâlcea)                                  | Km 20+211 (Suici - DJ 703H)                                     | 6,211                                                           |                                                                                                 |
| DJ 703H                                                         | Curtea de Argeș (DN7C) - Valea Danului - Cepari Pământeni - Rudeni - Suici - Văleni - Sălătrucu - Limita Jud. Vâlcea                                                                                 | Km 0+000 (Curtea de Argeș - DN7C)                               | Km 29+800 (Limita Jud. Vâlcea)                                  | 29,800                                                          |                                                                                                 |
| DJ 703I                                                         | Merișani (DN7C) - Mălureni - Vâlsănești - Valea Faurului - Mușetești - Brăduleț - Brădetu | Km 0+000 (Merișani - DN7C)                                      | Km 60+500 (Brădetu)                                             | 58,125                                                          | DJ 703I + DE (Brădetu - Vâlsan l= 9.100 km) + DE (Ghițu Mare - Limpedea Moviliș l= 10.000 km)   |
| DJ 703K                                                         | Mărăcineni - Budeasa - Rogojinu - Calotești - Valea Mărului (DJ 703I) | Km 0+000 (Mărăcineni)                                           | Km 15+682 (Valea Mărului - DJ 703I)                             | 15,682                                                          |                                                                                                 |
| DJ 704B                                                         | Călinești (DN7) - Râncăciov - Racovița (DC 85) | Km 0+000 (Călinești - DN7)                                      | Km 21+200 (Racovița - DC 85)                                    | 21,200                                                          | DC 64 (Goranu - Râncăciov l= 2.900 km) + DC 73 (Călinești - Racovița l= 18.300 km)              |
| DJ 704C                                                         | Radu Negru - Vrănești - Udeni - Cătanele | Km 0+000 (Radu Negru)                                           | Km 10+000 (Cătanele)                                            | 10,000                                                          | DC 74 + DE (Radu Negru - Cătanele l= 1.000 km)                                                  |
| DJ 704D                                                         | Prislop (DN7) - Lupuieni (DJ 703E) | Km 0+000 (Prislop - DN7)                                        | Km 2+500 (Lupuieni - DJ 703E)                                   | 2,500                                                           | DC 174                                                                                          |
| DJ 704E                                                         | Ursoaia (DN7) - Bascovele - Ceaurești (DJ 678A) | Km 0+000 (Ursoaia - DN7)                                        | Km 22+500 (Ceaurești - DJ 678A)                                 | 22,500                                                          | DC 207                                                                                          |
| DJ 704F                                                         | Băiculești (DN7C) - Tutana - Alunișu - Poienari (DJ 678A) | Km 0+000 (Băiculești - DN7C)                                    | Km 15+600 (Poienari - DJ 678A)                                  | 15,000                                                          | DC 210                                                                                          |
| DJ 704J                                                         | Albești (DN7C) - Ciconești - Suici (DJ 703H) | Km 0+000 (Albești - DN7C)                                       | Km 13+500 (Suici - DJ 703H)                                     | 13,500                                                          | DC 247                                                                                          |
| DJ 704H                                                         | Merișani (DN7C) - Băiculești - Curtea de Argeș (DN73C) | Km 0+000 (Merișani - DN7C)                                      | Km 20+600 (Curtea de Argeș - DN73C)                             | 20,600                                                          | DC 211                                                                                          |
| DJ 723                                                          | Limita Jud. Dâmbovița - Boteni | Km 6+390 (Limita Jud. Dâmbovița)                                | Km 9+390 (Boteni)                                               | 3,000                                                           | DC 119                                                                                          |
| DJ 725                                                          | Stoenești (DN72A) - Slobozia - Dragoslavele (DN73) | Km 0+000 (Stoenești - DN72A)                                    | Km 10+540 (Dragoslavele - DN73)                                 | 10,540                                                          | DC 24                                                                                           |
| DJ 730                                                          | Podul Dâmboviței (DN73) - Dâmbovicioara - Ciocanu - Limita Jud. Brașov | Km 0+000 (Podul Dâmboviței - DN73)                              | Km 9+550 (Limita Jud. Brașov)                                   | 9,550                                                           | DC 22 + DE (Dâmbovicioara - Limita Jud. Brașov: L= 4.000 km)                                    |
| DJ 730A                                                         | Limita Jud. Brașov - Podu Dâmboviței (DN73) | Km 7+713 (Limita Jud. Brașov)                                   | Km 24+713 (Podu Dâmboviței - DN73)                              | 17,000                                                          | DE (Limita Jud. Brașov - Podu Dâmboviței: L=17,000km)                                           |
| DJ 731                                                          | Piscani (DN73) - Dărmănești - Petrești - Costești - Leicești - Gănești - Pietroșani - Domnești - Corbi - Bahna - Cabana Refenicea                                                                    | Km 0+000 (Piscani - DN73)                                       | Km 66+797 (Cabana Refenicea)                                    | 66,449                                                          | DJ 731 + DE (Bahna - Cabana Refenicea l= 18.500 km)                                             |
| DJ 731B                                                         | Sămara (DJ 703A) - Băbana - Richițelele de Sus - Cocu (DJ 703A) | Km 0+000 (Sămara - DJ 703A)                                     | Km 19+200 (Cocu - DJ 703A)                                      | 19,200                                                          | DC 164                                                                                          |
| DJ 731C                                                         | Vețișoara (DJ 703B) - Izvoru - Cocu (DJ 703E) | Km 0+000 (Vețișoara - DJ 703B)                                  | Km 13+000 (Cocu - DJ 703E)                                      | 13,000                                                          | DC 168                                                                                          |
| DJ 731D                                                         | Micești (DJ 740) - Purcăreni - Valea Nandrii - Gănești (DJ 731) | Km 0+000 (Micești - DJ 740)                                     | Km 23+000 (Gănești - DJ 731)                                    | 23,000                                                          | DC 226                                                                                          |
| DJ 732                                                          | Stâlpeni (DN73) - Vlădești - Slănic (DN73C) | Km 0+000 (Stâlpeni - DN73)                                      | Km 25+188 (Slănic - DN73C)                                      | 25,188                                                          |                                                                                                 |
| DJ 732A                                                         | Titești (DN73) - Băjești - Bălilești (DJ 732) | Km 0+000 (Titești - DN73)                                       | Km 6+800 (Bălilești - DJ 732)                                   | 6,800                                                           | DC 6                                                                                            |
| DJ 732B                                                         | Valea Siliști (DJ 732) - Aninoasa - Berevoiești - Gămăcești - Brătia | Km 0+000 (Valea Siliști - DJ 732)                               | Km 13+144 (Brătia)                                              | 12,744                                                          | DC 8 + DC 9 (Aninoasa - Brătia l= 11.700 km)                                                    |
| DJ 732C                                                         | Câmpulung (DN73) - Bughea de Jos - Malu - Godeni - Capu Piscului - Lăzărești (DN73) | Km 0+000 (Câmpulung - DN73)                                     | Km 19+010 (Lăzărești - DN73)                                    | 19,010                                                          | DC 13 (Câmpulung - Bughea de Jos l= 4.340 km) + DC 14 + DC 12                                   |
| DJ 733                                                          | Ciumești (DN73) - Colibași - Racovița - Hârtiești - Suslănești (DN72A) | Km 0+000 (Ciumești - DN73)                                      | Km 49+125 (Suslănești - DN72A)                                  | 49,125                                                          |                                                                                                 |
| DJ 734                                                          | Voinești (DN73) - Lerești - Voina | Km 0+000 (Voinești - DN73)                                      | Km 19+840 (Voina)                                               | 19,840                                                          |                                                                                                 |
| DJ 735                                                          | Câmpulung (DN73) - Albești - Cândești | Km 0+000 (Câmpulung - DN73)                                     | Km 11+870 (Cândești)                                            | 11,870                                                          | DC 15                                                                                           |
| DJ 737                                                          | Câmpulung (DN73) - Mățău - Cocenești - Boteni (DJ 733) | Km 0+000 (Câmpulung - DN73)                                     | Km 13+730 (Boteni - DJ 733)                                     | 13,730                                                          | DC 36 (Câmpulung - Mățău l= 4.120 km) + DC 40 (Mățău - Poienarii de Muscel l= 2.040 km) + DC 37 |
| DJ 738                                                          | Poienari (DN73) - Jugur - Drăghici - Mihăiești (DC 11) | Km 0+000 (Poienari - DN73)                                      | Km 22+300 (Mihăiești - DC 11)                                   | 22,000                                                          | DC 42                                                                                           |
| DJ 739                                                          | Bârzești (DJ 733) - Negrești - Zgripcești - Beleți (DJ 702) | Km 0+000 (Bârzești - DJ 733)                                    | Km 17+000 (Beleți - DJ 702)                                     | 17,000                                                          | DC 52                                                                                           |
| DJ 740                                                          | Mărăcineni (DN73) - Micești - Păuleasca - Zărnești (DJ 703I) | Km 0+000 (Mărăcineni - DN73)                                    | Km 17+000 (Zărnești - DJ 703I)                                  | 17,000                                                          | DC 225 + DC 221                                                                                 |
| DJ 741                                                          | Pitești (DN 7) - Valea Mare - Fagetu - Mioveni (DN 73 D) | Km 0+000 (Pitești - DN 7)                                       | Km 9+947 (Mioveni - DN 73 D)                                    | 9,947                                                           |                                                                                                 |
| DJ 742                                                          | Leordeni (DJ 703 B) - Baloteasca - Cotu Malului - Glâmbocata (DN 7) | Km 0+000 (Leordeni - DJ 703 B)                                  | Km 11+050 (Glâmbocata - DN 7)                                   | 11,050                                                          |                                                                                                 |
| DJ 743                                                          | Sălătrucu de Jos (DJ 703 H) - Sălătrucu de Sus | Km 0+000 (Sălătrucu de Jos - DJ 703 H)                          | Km 5+000 (Sălătrucu de Sus)                                     | 5,000                                                           |                                                                                                 |
| Lungimea totală a rețelei de drumuri județene din județul ARGEȘ | Lungimea totală a rețelei de drumuri județene din județul ARGEȘ | Lungimea totală a rețelei de drumuri județene din județul ARGEȘ | Lungimea totală a rețelei de drumuri județene din județul ARGEȘ | Lungimea totală a rețelei de drumuri județene din județul ARGEȘ | 1195,746 Km                                                                                     |

## Veziși
- Lista drumurilor județene din România